# Manfred Schuster (Fußballspieler, 1926)
Manfred Schuster (* 24. Dezember 1926) ist ein deutscher Fußballtorwart, der in Weimar und Erfurt im Erstligafußball aktiv war. Mit Turbine Erfurt wurde er 1955 DDR-Meister.

## Sportliche Laufbahn
Nach dem Ende des Zweiten Weltkriegs gehörte die SG Weimar Ost zu den spielstärksten Fußballmannschaften in Thüringen. 1948 wurden sie mit dem 21-jährigen Torwart Manfred Schuster Thüringer Meister und qualifizierten sich damit für die erste Fußball-Ostzonenmeisterschaft 1948. Weimar kam bis in das Halbfinale und unterlag dort erst dem späteren Ostzonenmeister SG Planitz mit 0:5. 1950 wurden die Weimarer, die sich inzwischen zur Betriebssportgemeinschaft (BSG) KWU umstrukturiert hatten, erneut Thüringenmeister. Als solcher stiegen sie in die DS-Oberliga auf. Sie gingen mit dem neuen Namen BSG Turbine und Torwart Schuster in die Saison 1950/51, der alle 34 Oberliga-Punktspiele bestritt. Die BSG Turbine verpasste knapp den Klassenerhalt und stieg in die DDR-Liga ab. Schuster blieb den Weimarern bis 1954 erhalten, danach wechselte er zur Saison 1954/55 zum DDR-Meister SC Turbine Erfurt.
Die Erfurter gingen nach der Suspendierung ihres bisherigen Stammtorwarts Heinz Grünbeck mit drei neuen Torhütern in die neue Saison. Da Trainer Hans Carl von Beginn an Rolf Jahn das Vertrauen schenkte und ihn in 24 von 26 Punktspielen einsetzte, kam Schuster neben Jupp Simon nur in einem Oberligaspiel zum Einsatz. Turbine Erfurt verteidigte den Meistertitel erfolgreich, und so konnte sich auch Schuster als DDR-Meister bezeichnen. Im Herbst 1955 wurde im DDR-Fußball eine Übergangsrunde durchgeführt, um ab 1956 im Kalenderjahr-Rhythmus spielen zu können. Während dieser Runde wurde Schuster an seine frühere Gemeinschaft, jetzt als BSG Lok Weimar in der drittklassigen II. DDR-Liga agierend, ausgeliehen. Für die Oberligasaison 1956 wurde er noch einmal als Torwart in den Kader von Turbine Erfurt aufgenommen, kam aber nicht mehr zum Einsatz.
Inzwischen 30 Jahre alt geworden, ging Schuster 1957 erneut nach Weimar zurück und schloss sich wieder der BSG Lok Weimar an, die inzwischen wieder in der I. DDR-Liga spielte. Dort blieb er noch bis 1960 als Torwart aktiv. In seinen sieben Weimarer DDR-Liga-Spielzeiten war Schuster bei 176 ausgetragenen Punktspielen in 142-mal zum Einsatz gekommen.